# Женская сборная Буркина-Фасо по баскетболу 3×3
Женская сборная Буркина-Фасо по баскетболу 3×3 представляет Буркина-Фасо на международных соревнованиях по баскетболу 3×3. Управляющим органом является Федерация баскетбола Буркина-Фасо (фр. Fédération Burkinabe de Basketball, FEBBA).
По состоянию на 22 сентября 2024, женская сборная Буркина-Фасо по баскетболу 3×3 занимает 42-е место в мировом рейтинге ФИБА женских сборных по баскетболу 3×3.

## Результаты выступлений
| Турнир           | Золото | Серебро | Бронза | Всего |
| ---------------- | ------ | ------- | ------ | ----- |
| Чемпионат Африки | —      | —       | —      | —     |
| Итого            | —      | —       | —      | —     |

### Чемпионат Африки
| Год        | Место          | Игры           | Победы         | Поражения      | Состав команды                                                                               |
| ---------- | -------------- | -------------- | -------------- | -------------- | -------------------------------------------------------------------------------------------- |
| 2017       | не участвовали | не участвовали | не участвовали | не участвовали | не участвовали                                                                               |
| Ломе 2018  | 11             | 2              | 0              | 2              | Adama Dabare, Zeinab Melody Gnampa, Diane Isabelle Wendpayangde Ouedraogo, Traore Yasminatou |
| 2019—н. в. | не участвовали | не участвовали | не участвовали | не участвовали | не участвовали                                                                               |